# Kelet-Timor hívójelkörzetei
Kelet-Timor jelenleg (2024) nincs felosztva hívójelkörzetekre.
Kelet-Timor számára az ITU a 4W hívójelprefixet határozta meg.
| Prefix | Körzet | Hely/jelleg                                  | ITU zóna | CQ zóna | 1 szintű QTH lokátor |
| ------ | ------ | -------------------------------------------- | -------- | ------- | -------------------- |
| 4W     | [0..9] | Kelet-Timor (Timor Leste)                    | 57       | 28      | PI                   |
| 4W     | 6      | UN Transitional Administration in East Timor | 57       | 28      | PI                   |
| 4U1ET  |        | United Nations in East Timor                 | 57       | 28      | PI                   |
| CR     | 1      | Kivezetve                                    | 57       | 28      | PI                   |